# Anaphes nitens
Anaphes nitens is een vliesvleugelig insect uit de familie Mymaridae. De wetenschappelijke naam is voor het eerst geldig gepubliceerd in 1928 door Girault.